# Kiss FM
Kiss FM é uma emissora de rádio brasileira de São Paulo, capital do estado homônimo. Opera no dial FM, na frequência 92,5 MHz, e pertence à Rede Mundial de Comunicações, sendo a geradora da rede de rádios com emissoras em Santos e Rio de Janeiro.

## História
A Kiss FM entrou no ar pela primeira vez em meados da década de 1990, ocupando a frequência 102,1 MHz. Até o ano de 2000, a emissora funcionava precariamente, saindo e entrando do dial paulistano diversas vezes, além de ter operado na frequência 100.5 MHz. Embora obscura, tornou-se célebre entre os fãs de rock clássico.
A Rede Mundial de Comunicações prometeu que a Kiss FM voltaria ao ar entre dezembro de 2000 e janeiro de 2001, mas a emissora reapareceu novamente no dial paulistano somente em julho de 2001, na frequência 102,1 MHz, que era ocupado à época pela Scalla FM.
Em caráter definitivo, a Kiss FM voltou dedicando espaço para clássicos do rock, em especial o do período entre as décadas de 1960 e 1980. Sua estreia oficial ocorreu no dia 13 de julho, o Dia Mundial do Rock, com o programa As 500 Mais da Kiss, quando foi ao ar uma seleção dos 500 melhores rock and roll de todos os tempos. Bem sucedido, As 500 Mais da Kiss ganharia sua 2.ª edição ao final daquele ano, e a partir dali com votação de ouvintes via internet. Desde então, o programa vai ao ar sempre ao meio-dia do dia 31 de dezembro, véspera do Ano Novo.
No começo de 2002, após denúncia do dono da rádio 89 FM (concorrente da Kiss FM), a emissora foi retirada do ar, sob a alegação de que operava irregularmente na cidade de São Paulo. Dias depois, com uma liminar, a emissora foi reaberta. As duas rivais trocariam acusações sobre funcionamento ilegal.
Em 13 de julho de 2017, durante seu 16.º aniversário e diferentemente do que ocorreu há 15 anos, após ter trocado acusações sobre o funcionamento ilegal em São Paulo com a 89 FM, ambas as emissoras se uniram por meio de uma campanha da Porto Seguro Conecta para comemorarem juntas o Dia Mundial do Rock (data em que a Kiss costuma fazer o seu Open House) onde "o locutor da 89 A Rádio Rock, Zé Luiz, interagiu com o radialista da Kiss FM, Marcelo Andreassa". Em uma transmissão simultânea de 20 minutos realizada às 11h da manhã, onde as duas principais emissoras do gênero no país contemplaram-se entre si mostrando um papel importante de união no dial paulistano.
Em novembro de 2018, a Kiss FM passa a ser transmitida também no aplicativo de streaming Deezer, sendo uma das primeiras estações brasileiras a estarem presentes no serviço recém-lançado Live Radio. Em 18 de fevereiro de 2019, a rede passa a contar com uma emissora na capital paulista, em 92.5 MHz. A emissora que operava em 102.1 e que atendia a região passou a ser mais reservada ao Vale do Paraíba e passou a abrigar a Estilo FM (sua antecessora no novo canal).